# Rumex neglectus
Rumex neglectus är en slideväxtart som beskrevs av T. Kirk. Rumex neglectus ingår i släktet skräppor, och familjen slideväxter. Inga underarter finns listade i Catalogue of Life.